# Saint-Martin-de-Ré
Saint-Martin-de-Ré är en kommun i departementet Charente-Maritime i regionen Nouvelle-Aquitaine i västra Frankrike. Kommunen ligger i kantonen Île de Ré som ligger i arrondissementet La Rochelle. År 2022 hade Saint-Martin-de-Ré 2 309 invånare. Saint-Martin-de-Ré ligger på ön Île de Ré.

## Bildgalleri

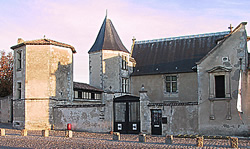
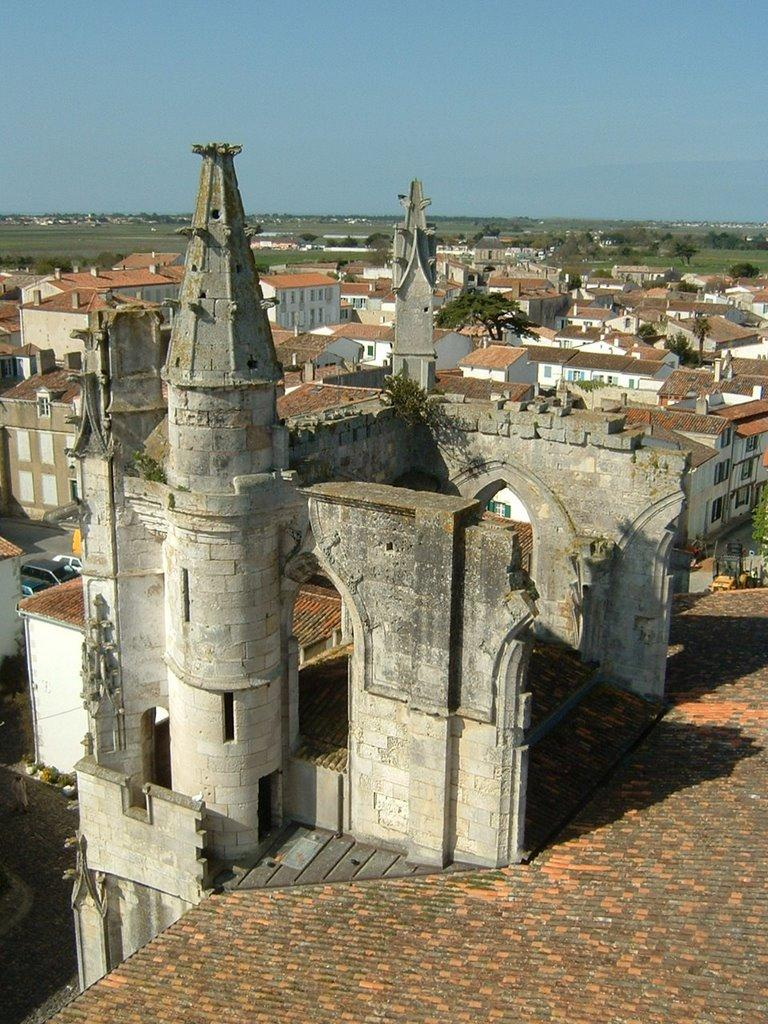
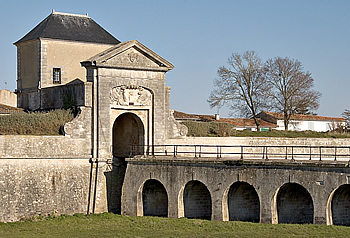
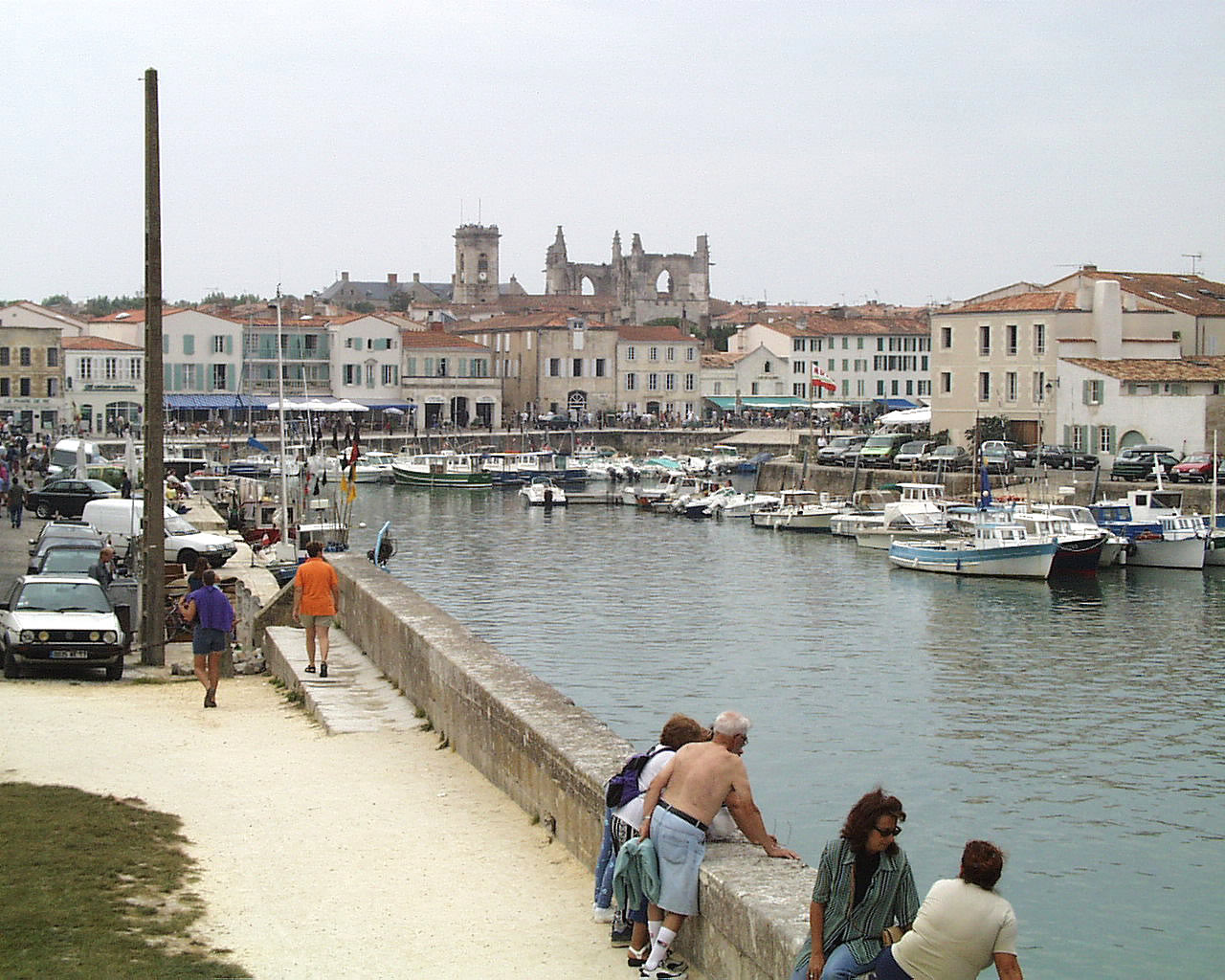
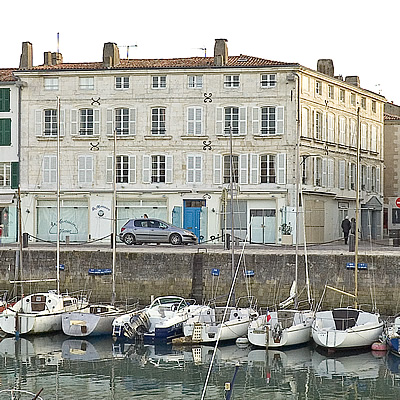
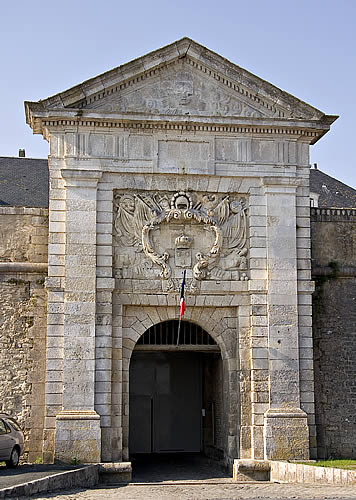
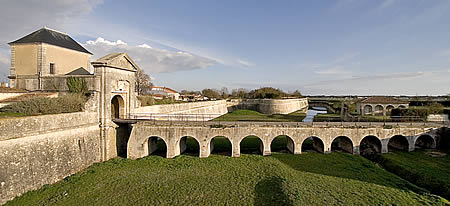

## Befolkningsutveckling
| Befolkningsutvecklingen i Saint-Martin-de-Ré 1968–2021 | Befolkningsutvecklingen i Saint-Martin-de-Ré 1968–2021 | Befolkningsutvecklingen i Saint-Martin-de-Ré 1968–2021 | Befolkningsutvecklingen i Saint-Martin-de-Ré 1968–2021 | Befolkningsutvecklingen i Saint-Martin-de-Ré 1968–2021 |
| ------------------------------------------------------ | ------------------------------------------------------ | ------------------------------------------------------ | ------------------------------------------------------ | ------------------------------------------------------ |
|                                                        |                                                        |                                                        |                                                        |                                                        |
| År                                                     |                                                        |                                                        | Folkmängd                                              |                                                        |
| 1968                                                   | 1968                                                   |                                                        | 2 096                                                  |                                                        |
| 1975                                                   | 1975                                                   |                                                        | 2 135                                                  |                                                        |
| 1982                                                   | 1982                                                   |                                                        | 2 400                                                  |                                                        |
| 1990                                                   | 1990                                                   |                                                        | 2 512                                                  |                                                        |
| 1999                                                   | 1999                                                   |                                                        | 2 637                                                  |                                                        |
| 2007                                                   | 2007                                                   |                                                        | 2 588                                                  |                                                        |
| 2015                                                   | 2015                                                   |                                                        | 2 346                                                  |                                                        |
| 2021                                                   | 2021                                                   |                                                        | 2 263                                                  |                                                        |